# حسون (اسم)
حسون هو اسم علم مذكر من أصل عربي، ومعناه هو وتدلع به الأنثى وهو محرف عن « الحسن» تدليعًا وتحبيبًاوقد يسمى به على اسم عصفور حسن الغناء يسمى حسونوهو كذلك منهم الشاعر رزق الله حسون (1825-1880م).

## شخصيات تحمل الاسم
- حسون الأخضر
- حسون كامارا (لاعب كرة قدم فرنسي، 3 فبراير 1984[3] – )

## وصلات خارجية
- موسوعة السلطان قابوس لأسماء العرب نسخة محفوظة 5 أبريل 2019 على موقع واي باك مشين.